# Myotis frater
Myotis frater е вид бозайник от семейство Гладконоси прилепи (Vespertilionidae).

## Разпространение
Видът е разпространен в Китай, Русия, Северна Корея, Южна Корея и Япония.